# Frédéric Joliot-Curie
Jean Frédéric Joliot-Curie (Paris, 19 de março de 1900 — Paris, 14 de agosto de 1958) foi um físico francês. Recebeu o Nobel de Química de 1935.

## Vida
Casou com Irène Joliot-Curie, cujo apelido de solteira, Curie, já era famoso, devido a seus pais, Pierre Curie e Marie Curie.

Irène Curie + Frédéric Joliot (1934)

Trabalhou toda a sua vida com sua mulher no campo da física nuclear e da estrutura do átomo. Juntos demonstraram a existência do nêutron e descobriram a radioatividade artificial em 1934, o que lhes valeu o Nobel de Química de 1935.
Onze anos mais tarde, foi nomeado alto comissário para a energia atômica, e através deste cargo dirigiu a construção do primeiro reator nuclear da França, em 1948.
Recebeu o Prêmio Lênin da Paz, em 1950.

## Publicações
- Deux heures de physique, 1930.
- Étude électrochimique des radioéléments. Applications diverses, 1930.
- Sur la projection cathodique des éléments et quelques applications, 1931.
- Propriétés électriques des métaux en couches minces préparées par projection thermique et cathodique, 1931.
- La projection de noyaux atomiques par un rayonnement très pénétrant, 1932.
- L'électron positif, 1934.
- Radioactivité artificielle, 1935.
- La Constitution de la matière et la Radioactivité artificielle, 1937.
- Allocution de Frédéric Joliot-Curie à la 3e assemblée générale de la Fédération mondiale des travailleurs scientifiques, 1953.
- Un plan U.S.A. de mainmise sur la science, 1953.
- Cinq années de lutte pour la paix, 1954.
- Textes adoptés par le Bureau du Conseil mondial de la Paix à Vienne le 19 janvier 1955, 1955.
- La Paix, le désarmement et la coopération internationale, 1959.
- Textes choisis, 1959.
- Œuvres scientifiques complètes de Frédéric et Irène Joliot-Curie, 1961.